# Albert Kienscherf

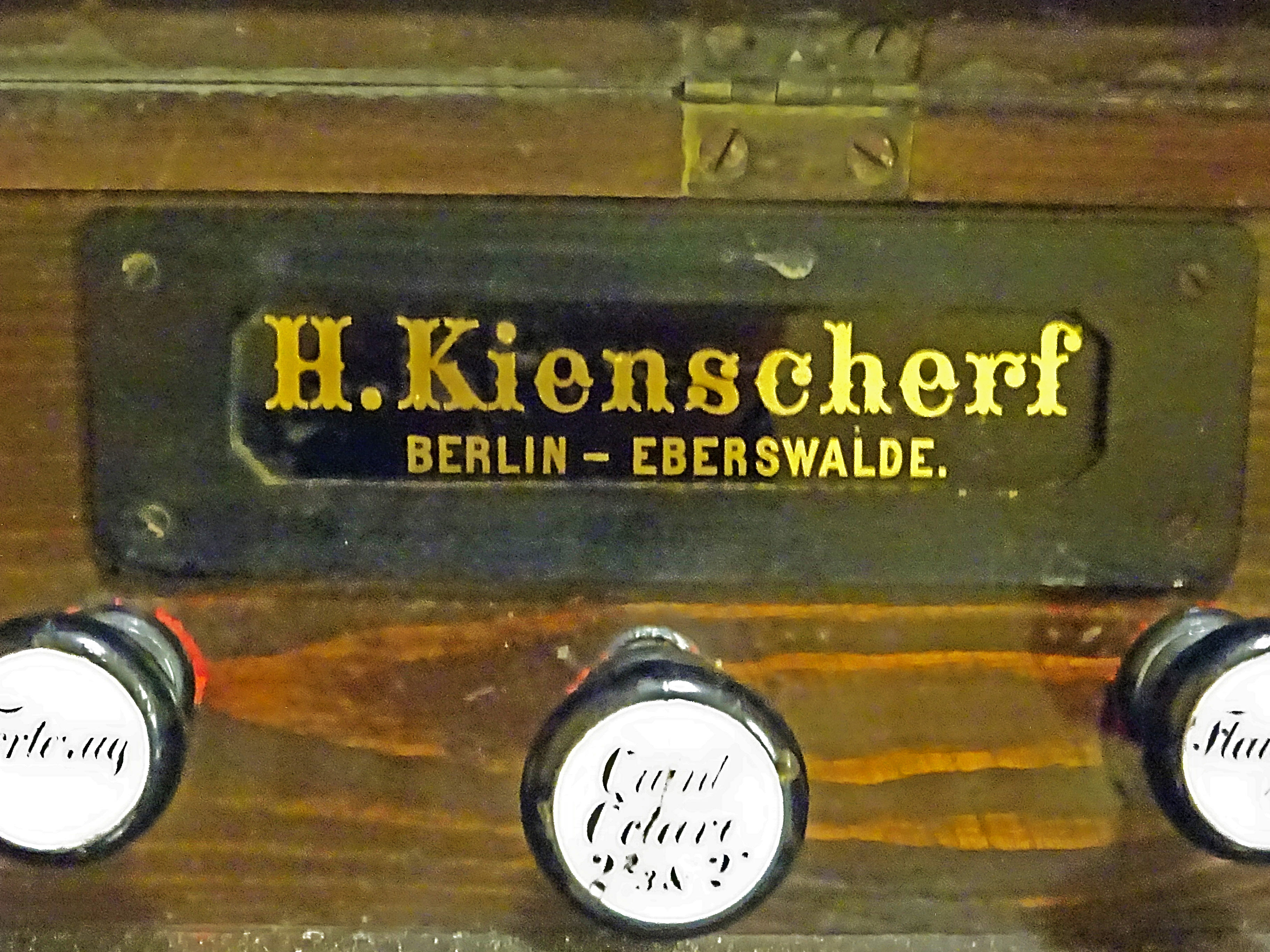
Firmenplakette

Max Emil Albert Kienscherf (* 31. Juli 1859 in Eberswalde; † 3. Mai 1928 ebenda) war ein deutscher Orgelbauer.

## Leben und Wirken
Er wurde als Sohn des Orgelbauers Friedrich Kienscherf (1818–1890) in Eberswalde geboren. Dieser war ein Schüler von Carl August Buchholz in Berlin gewesen und hatte 1851 eine Werkstatt in Eberswalde gegründet. Albert übernahm diese mit seinem Bruder Hermann als H. und A. Kienscherf. Zeitweise arbeiteten dort auch die Brüder Friedrich Rudolph Paul (* 1. Februar 1858) und Bernhard Gustav Richard (* 16. September 1867; † 30. März 1942) mit. Letzterer betrieb danach eine Instrumentenhandlung im väterlichen Haus als letzter Vertreter der Familie.
1928 übernahm Karl Gerbig (* 6. Februar 1888; † 17. Januar 1971), der Schüler und lange Jahre Mitarbeiter war, das Unternehmen als A. Kienscherf Nachf., Inh. Karl Gerbig. 1965 wurde es von Ulrich Fahlberg als Eberswalder Orgelbauwerkstatt fortgeführt und besteht seit 2005 durch Harry Sander und Andreas Mähnert fort.
Albert Kienscherf war mit Berta Fielitz (* 23. Juni 1869; † 9. August 1930) verheiratet. Mit ihr ist er auf dem Waldfriedhof Eberswalde beigesetzt.

## Werke (Auswahl)
Die Orgelbauer Friedrich, Albert und Hermann Kienscherf bauten Orgeln und führten Umbauten und Reparaturen vor allem in der Umgebung von Eberswalde (Barnim, Uckermark) durch. Einige sind erhalten. Nicht mehr erhaltene Instrumente sind kursiv gesetzt.

### Friedrich Kienscherf
| Jahr | Ort                  | Gebäude                  | Bild | Manuale | Register | Bemerkungen |
| ---- | -------------------- | ------------------------ | ---- | ------- | -------- | ----------- |
| 1856 | Garzin               | Kirche                   |      | I/P     | 6        |             |
| 1861 | Altranft             | Kirche                   |      | II/P    | 12       | erhalten    |
| 1871 | Klobbicke            | Kirche                   |      | I/P     | 6        |             |
| 1880 | Heckelberg           | Dorfkirche Heckelberg    |      | II/P    | 14       |             |
| 1887 | Dorfkirche Gandenitz | Dorfkirche Gandenitz     |      | I/P     | 4        |             |
| 1890 | Klein Ziethen        | Dorfkirche Klein Ziethen |      | I/P     | 7        | erhalten    |

### Hermann Kienscherf
Hermann Kienscherf baute einige wenige Orgeln alleine.
| Jahr | Ort          | Gebäude                            | Bild | Manuale | Register | Bemerkungen                               |
| ---- | ------------ | ---------------------------------- | ---- | ------- | -------- | ----------------------------------------- |
| 1889 | Groß Ziethen | Französisch-reformierte Dorfkirche |      | I/P     | 11       | erhalten                                  |
| 1885 | Güstow       | Kirche                             |      | II/P    | 13       | restauriert/rekonstruiert 2022/23 → Orgel |

### Hermann und Albert Kienscherf
Als Friedrich Kienscherf, Söhne, später H. & A. Kienscherf bauten beide einige Orgeln gemeinsam, einige auch nur Albert Kienscherf allein 
| Jahr      | Ort                        | Gebäude                      | Bild | Manuale | Register | Bemerkungen                                                                                                  |
| --------- | -------------------------- | ---------------------------- | ---- | ------- | -------- | --- |
| 1890      | Hindenburg (Templin)       | Dorfkirche                   |      | I/P     | 6        | keine elektrisches Gebläse, „Kalkantenbetrieb“ per Handhebel → Orgel                                         |
| 1891      | Finow                      | Kirche, heute Friedenskirche |      | II/P    | 16       | A. Kienscherf, erhalten                                                                                      |
| 1892      | Holzendorf                 | Dorfkirche                   |      | I/P     | 7        | [ 7 ] |
| 1893      | Friedrichswalde            | Kirche                       |      | II/P    | 10       | Friedrich Kienscherf, Söhne, erhalten                                                                        |
| 1894      | Eberswalde                 | St. Johannis                 |      |         |          | 1967 ersetzt                                                                                                 |
| 1894      | Dannenberg                 | Dorfkirche                   |      | I/P     | 7        | Fr. Kienscherf, Söhne, nach 1949 Umdisponierung                                                              |
| 1894      | Freudenberg                | Dorfkirche                   |      | II/P    | 10       | [ 13 ] |
| 1897      | Pausin                     | Kirche                       |      | II/P    | 11       | erhalten |
| 1900      | Cöthen                     | Dorfkirche                   |      | I/P     | 8        | in Gehäuse des Kantors E. G. Menger von 1840/43, seit 1945 keine Pfeifen mehr                                |
| 1901      | Gischow                    | Dorfkirche                   |      | I/P     | 5        | einzige erhaltene Orgel in Mecklenburg → Orgel                                                               |
| 1904      | Falkenberg bei Eberswalde  | Dorfkirche                   |      | II/P    | 24       | [ 19 ] |
| 1906      | Seehausen, Uckermark       | Kirche                       |      | I/P     | 8        | |
| 1906      | Seelübbe bei Prenzlau      | Kirche                       |      | II/P    | 14       | |
| 1908      | Klandorf                   | Kirche                       |      | I/P     | 8        | erhalten |
| 1909      | Joachimsthal               | Kreuzkirche                  |      | II/P    | 18       | Neubau in Gehäuse und mit Pfeifen von Tobias Turley von 1828                                                 |
| 1909      | Arensdorf                  | Kirche                       |      | I/P     | 9        | in Prospekt von Richter von 1757, 1945 viele Pfeifen verschwunden, heute nur noch fast leerer Barockprospekt |
| 1912      | Niederfinow                | Kirche                       |      | II/P    | 11       | Albert Kienscherf, erhalten                                                                                  |
| 1912      | Biesenbrow                 | Kirche                       |      |         |          | nicht erhalten                                                                                               |
| 1914      | Sophienstädt               | Kirche                       |      | II/P    | 6        | Albert Kienscherf, erhalten                                                                                  |
| 1916      | Frauenhagen bei Angermünde | Kirche                       |      | II/P    | 9        | [ 24 ] |
| nach 1918 | Mariendorf bei Berlin      | Eckener-Gymnasium            |      | II      | 15       | Das Instrument soll im Zuge der Schulrenovierung 2016 wieder instand gesetzt werden. → Orgel                 |
| um 1925   | Hasenholz                  | Kirche                       |      |         |          | ? |
| 1927      | Birkholz (Rietz-Neuendorf) | Dorfkirche                   |      | I/P     | 8        | erhalten |